# Elvira Saadi
Elvira Fuadovna Saadi, née le 2 janvier 1952 à Tachkent (Union soviétique), est une gymnaste artistique soviétique (d'ethnie tatare).

## Biographie sportive
Elvira Saadi remporte le titre mondial par équipes ainsi qu'une médaille de bronze au sol aux Championnats du monde de gymnastique artistique 1974 à Varna. 
Aux Jeux olympiques de 1972 à Munich et aux Jeux olympiques de 1976 à Montréal, Elvira Saadi remporte la médaille d'or au concours général par équipes. 
Elle entre à l'International Gymnastics Hall of Fame en 2009.